# Штирковаць
45°17′ пн. ш. 15°31′ сх. д. / 45.29° пн. ш. 15.51° сх. д.
Штирковаць (хорв. Štirkovac) — населений пункт у Хорватії, в Карловацькій жупанії у складі громади Барилович.

## Населення
Населення за даними перепису 2011 року становило 5 осіб.
Динаміка чисельності населення поселення: